# Pommelien Thijs
Pommelien Thijs (Kessel, 4 aprile 2001) è una cantante e attrice belga.

## Biografia
Pommelien Thijs ha fatto il proprio debutto nell'industria discografica col singolo di successo Nu wij niet meer praten (2020), in collaborazione con Jaap Reesema; lo stesso, finito in cima alla Ultratop 50 Singles fiamminga e classificatosi 2º nelle Dutch Charts, è stato certificato doppio platino dalla Belgian Entertainment Association e diamante dalla Nederlandse Vereniging van Producenten en Importeurs van beeld- en geluidsdragers.
È stata riconosciuta in tre categorie alla cerimonia annuale dei Music Industry Awards, tenutasi nel gennaio 2023, risultando anche la donna più premiata della serata.
Per ongeluk, il suo album in studio d'esordio, è stato messo in commercio nel giugno 2023, ed è arrivato al vertice nella graduatoria delle Fiandre e al 18º posto di quella olandese; lo stesso è stato anticipato dagli estratti Ongewoon (2022; numero uno), Wat een idee!? (2022; 3º), Zilver (2022; 6º), Hypothetisch (2023; 18º) e Erop of eronder (2023; numero uno). È stato il disco più consumato dell'intero anno nelle Fiandre e il 3º nel corso dei dodici mesi successivi. Per ongeluk le ha fatto guadagnare cinque Music Industry Awards.
Het beste moet nog komen (2024) è diventata la sua quarta hit numero uno nelle Fiandre ed è platino in Belgio. Anche Medeplichtig (2023) è platino per le 20 000 unità accumulate. Nel mese di giugno è uscito l'album dal vivo Per ongeluk: Live, anch'esso giunto al vertice.
Nel marzo 2025 è ritornata sulle scene musicali con Atlas, che ha esordito direttamente alla vetta della Ultratop 50 Singles fiamminga e alla 15ª posizione della Dutch Chart.

## Discografia

### Album in studio
- 2023 – Per ongeluk

### Album dal vivo
- 2024 – Per ongeluk: Live

### Singoli
- 2020 – Nu wij niet meer praten (con Jaap Reesema)
- 2021 – Tranen (con i Kris Kross Amsterdam e Kraantje Pappie)
- 2021 – Meisjes van honing
- 2022 – Ongewoon
- 2022 – Wat een idee!?
- 2022 – Zilver
- 2023 – Hypothetisch
- 2023 – Kleine tornado (con Kaat Thijs)
- 2023 – Erop of eronder
- 2023 – Medeplichtig
- 2023 – Hou mij vast (con Bazart)
- 2024 – Het beste moet nog komen
- 2024 – Het midden (con Meau)
- 2025 – Atlas
- 2025 – Tegenwoordige tijd

## Filmografia

### Cinema
- Labyrinthus, regia di Douglas Boswell (2014)
- Piepkuikens, regia di Olivier Ringer (2015)
- La famiglia Claus (De Familie Claus), regia di Matthias Temmermans (2020)
- La famiglia Claus 2 (De Familie Claus 2), regia di Ruben Vandenborre (2021)
- La famiglia Claus 3 (De Familie Claus 3), regia di Ruben Vandenborre (2022)
- Patsers, regia di Adil El Arbi e Bilall Fallah (2025)

### Televisione
- MPU - Missing Persons Unit – serie TV, 10 episodi (2014)
- Vriendinnen – serie TV, 10 episodi (2015)
- #LikeMe – serie TV, 54 episodi (2019-2023)
- Lisa – serie TV, 33 episodi (2021-22)
- Knokke Off – serie TV, 18 episodi (2023-2025)

## Tournée
- 2024 – Summer Tour
- 2025 – Meer entertainment tour